# Magistrat de Lille
Pour les articles homonymes, voir Magistrat (homonymie).
Le Magistrat de Lille, également nommé la loy, désignait les membres de l’administration municipale (une quarantaine) avant 1790.

## Origine
Le fonctionnement et le mode de désignation de la municipalité fixés par une Charte de la comtesse Jeanne de 1235 ont peu varié jusqu'en 1789 sauf modifications mineures en 1346, 1347 et 1478. 
Les historiens estiment que cette Charte de 1235 a codifié une institution communale préexistante. Le plus ancien document portant le sceau de la ville date de 1200 et figure sur le traité de Péronne entre Baudouin IX et Philippe-Auguste confirmé par les principales villes de Flandre.
D’après Victor Derode, les privilèges de Lille dateraient de l'origine de la ville.
Alexandre de Saint-Léger estime que la formation de la commune fut progressive. À l'origine, le châtelain, agent du comte de Flandre, aurait exercé la police et la justice et un mayeur héréditaire l'administration. De leur côté, les habitants auraient formé un pacte d'amitié pour maintenir la paix dans la ville avec un tribunal spécial veillant à son maintien. La suppression du mayeur héréditaire en 1185 serait à l'origine du gouvernement communal.

## Mode de désignation
Des commissaires délégués du  Prince, c’est-à-dire sous les dominations successives du Comte de Flandre, du Roi de France à plusieurs périodes, du Duc de Bourgogne, de l'Empereur du Saint-Empire, étaient chargés de choisir chaque année à la Toussaint  12 échevins après avoir pris l’avis des curés des 4 paroisses de Saint-Pierre, Saint-Maurice, Saint-Etienne et Saint-Sauveur. Les échevins étaient choisis parmi les bourgeois de la ville et n’étaient pas rééligibles pendant 3 ans.

### Bourgeoisie de Lille
La bourgeoisie de Lille était une société fermée composée de bourgeois de naissance et de bourgeois d'achat. 
Les bourgeois de naissance, fils de bourgeois, étaient tenus de racheter leur titre à leur émancipation ou dans l'année suivant leur mariage. Le droit était fixé à 30 sols soit la moitié de celui versé par les bourgeois d'achat.   
Le nouveau bourgeois inscrit dans un registre  devait être propriétaire dans la ville, être d'un état assez élevé pour être agréé par l'échevinage, payer un droit de 60 sous et prêter serment dans la Halle échevinale en présence du Conseil de la ville.  La qualité de bourgeois était perdue en cas de crime de droit commun, d'insolvabilité et de violation du devoir d'assistance aux bourgeois. 
4100 nouveaux bourgeois ont été inscrits dans le registre de la bourgeoisie de 1291 à 1356. Le nombre de bourgeois s'élevait à environ 600 familles au début du  XVe siècle,  soit  de 12 à 15 % de la population, de 1000 familles en 1477 dont 750 résidents à Lille et 250 à l'extérieur. La bourgeoisie ne comprenait donc qu’une minorité de la population de Lille sans être cependant limitée à une élite très restreinte. En effet, le registre comprend les noms d’artisans, de petits boutiquiers et de personnes modestes. 
Le bourgeois n’était justiciable en personne et de ses biens que devant l’échevinage.
Le choix des échevins excluait, en outre, les femmes, les célibataires, les avocats, les agents du roi, les clercs, les bâtards. Les échevins devait être mariés, bons catholiques, non parents entre eux ni avec ceux qui les ont précédés jusqu’au quatrième degré excluant donc les cousins germains.
À partir de 1344, les échevins devaient être natifs de Lille. Après le  XVe siècle   cette condition ne fut exigée que pour le Mayeur et le Rewart, les échevins n’ayant que l’obligation d’être résident depuis 1 an.
Le Mayeur chef de la justice qui présidait les assemblées des échevins et le Rewart chef de la police étaient également nommés par les commissaires du Prince dans une séance particulière.  
Les échevins choisissaient huit prud’hommes chargés de la répartition des impôts, 8 jurés , 5 appaiseurs réglant les menus différends entre bourgeois, 4 Comtes de la Hanse, trésoriers rendant compte à l’échevinage  de l’emploi des finances de la ville et 5 gardes-orphenes  chargés de gérer les biens des orphelins mineurs,.
Dans les faits, les échevins étaient choisis, non dans l’ensemble de la bourgeoisie, mais dans un petit cercle de nobles et de riches bourgeois. Le nombre de nobles est passé de 19 parmi les 35 rewarts et mayeurs de la période 1560 à 1619 à 26 sur 28 pour la période de 1621 à 1667. Le 28 octobre 1604, le gouverneur de la ville demanda aux commissaires de choisir les échevins parmi les gentilshommes,rentiers et personnes qualifiées. Un ou deux marchands au plus pouvaient en faire partie. À partir du XVIIe siècle la municipalité fut recrutée dans une caste de plus en plus étroite. 
L’échevinage, le Mayeur et le Rewart étaient renouvelés en principe chaque année (exceptionnellement reconduits une deuxième année)  mais ces fonctions étaient en pratique monopolisées par un petit nombre de familles. Les mêmes personnes, non rééligibles immédiatement, exerçaient plusieurs fois les fonctions de Mayeur, de Rewart ou d’échevin,.

## Les pouvoirs du magistrat
Les pouvoirs du magistrat étaient très étendus :  justice civile et criminelle, haute, moyenne et basse, levée des impôts, police, administration , urbanisme. Le magistrat avait le droit de jugement en dernier ressort sans appel.
Les souverains successifs ont accepté de  maintenir les privilèges de la ville.
Le Magistrat s’est constamment attaché à maintenir ses droits et à les défendre face au pouvoir royal qui avait une compétence judiciaire limitée aux cas royaux et à la châtellenie hors de la ville et face au Chapitre de Saint-Pierre.

## Annexe: bibliographie
Lille, de 1667 à 1789. d'après le cours de M. de Saint-Léger Revue du Nord 1921  Volume 7 pages 290-303 http://www.persee.fr/doc/rnord_0035-2624_1921_num_7_28_1305